# Evangeliarium van Lorsch

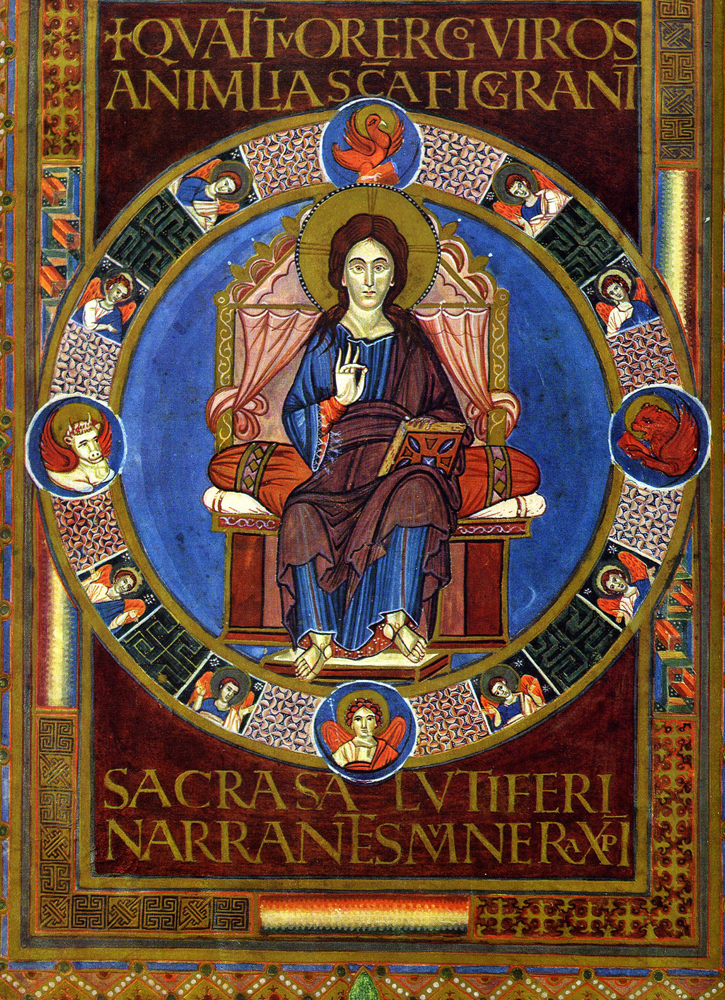
Evangeliarium van Lorsch, majestas Domini

Het Evangeliarium van Lorsch wordt ook wel de Codex Aureus Laureshamensis of de Codex Aureus van Lorsch genoemd. Het is een van een achttal manuscripten die als "Codex Aureus" bekend staan. Het is een Karolingisch verlucht handschrift dat vermoedelijk omstreeks 810 in opdracht van Karel de Grote aan zijn hof in Aken werd vervaardigd. Het boek maakt deel uit van de Ada-groep een reeks van Karolingische handschriften uit de periode van ca.780 tot de dood van Karel de Grote. Het manuscript wordt genoemd naar de Abdij van Lorsch waar het van de 9e eeuw tot de opheffing van het klooster werd bewaard. Het werd in de loop van zijn geschiedenis gesplitst in twee boekdelen die zich nu bevinden in 
Bibliotheca Vaticano in Rome als Pal. Lat. 50 en in de Biblioteca Documentara Batthyáneum in Alba Iulia, als Ms R II 1. Het voorplat en het achterplat van de originele binding werden ook verwijderd en die ivoren bevinden zich nu als aparte kunstwerken in Rome in de Vaticaanse Musea en in het Victoria and Albert Museum in Londen

## Beschrijving
Het handschrift bestond origineel uit 239 perkamenten folia van (actueel) 375 x 270 mm. Deel-a (Alba Iulia) telt nu 111 folia en telkens 2 schutbladen voor- en achteraan. Deel-b (Rome) heeft 128 folia met 2 schutbladen vooraan. Deel-a werd in de 18e eeuw van paginanummers voorzien, later werd het ook nog gefolieerd. Deel-b is gefolieerd als I, 1-13, 13bis, 14-124, 124a en 124b.
De tekst werd geschreven in unciaal schrift in twee kolommen van 31 lijnen en het tekstblok meet 270 x 175 mm. Het Capitulare evangeliorum, achteraan in deel-b (ff.116r-124bv) werd geschreven in een Karolingische minuskel. De opschriften en incipits werden meestal geschreven in een capitalis quadrata en soms in een capitalis rustica, zeer zelden in unciaal. Explicits (de laatste woorden van een tekst of van een belangrijk tekstdeel) werden in capitalis rustica geschreven, soms in het rood. In de canontabellen werd de capitalis rustica gebruikt. Voor het schrift werd meestal goudinkt gebruikt.

## Verluchting
De tekstbladzijden met uitzondering van het Capitulare evangeliorum, werden versierd met een gekleurd kader rondom het tekstblok, dat is versierd met plantaardige of geometrische motieven, soms met zoömorfe. Op enkele pagina's worden de randen alleen maar gestreept of gemarmerd. Ze zijn met gouden en zilveren kaders omlijst.
In de canontabellen in deel-a worden de eigenlijke tabellen door slanke zuilen ingedeeld. Op de uiterste zuilen rust een versierde rondboog met vogels of florale motieven in de hoeken van het blad. Alle zuiltjes zijn onderling verbonden met kleine rondbogen met daarboven een titelvignet al of niet gedragen door een engel. Ook de ruimte tussen het vignet en de bogen werd versierd meestal met rankwerk. Soms zijn er twee engelen die het vignet links en rechts onderaan ondersteunen.
Het handschrift bevat 4 evangelistenportretten, Mattheus (p.26) en Marcus (p.148) in deel-a en Lucas (f.7v) en Johannes (f.70v) in deel-b. De portretten hebben allemaal dezelfde structuur: de evangelist is gezeten op een troon tussen twee zuilen overspannen door een rondboog. In de boog wordt het symbool uit de tetramorf voor de evangelist afgebeeld. In de hoeken van het blad is versiering met bloemranken aangebracht.
Daarnaast bevat het boek nog een Majestas Domini (p36) en een prachtig versierde incipit-bladzijde voor de Liber generationis (de stamboom van Christus) bij het begin van het Mattheus evangelie. Naast de afbeelding van Mattheus vinden we op pagina 26 nog een miniatuur die de voorvaderen van Christus illustreert.
De Majestas Domini, afgebeeld bovenaan het artikel, is een mooi voorbeeld van het feit dat de artiest(en) niet altijd slaafs de Byzantijnse voorbeelden volgden. De randversiering is in het goud uitgevoerd en toont geometrische motieven gevormd met parels. In het binnenkader zien we naast fel gekleurde gedeeltes nog het Insulaire vlechtwerk in de hoeken. In het midden zien we Christus in de gouden hemelcirkel gezeten op zijn troon. De tetramorf geeft de eindpunten van het kruis aan en in de hemelcirkel zien we de engelen die God aanbidden.
Ook de miniatuur bij de lijst van de voorvaderen van Christus is vrij onconventioneel. Ze toont vier beelden: een getroonde Christus in het midden en dan drie beelden met telkens veertien personen die Christus aanwijzen of groeten. Waarschijnlijk is dit een letterlijke illustratie van de argumenta bij het Mattheus evangelie waarin gezegd werd dat Mattheus drie maal veertien generaties had opgeschreven. De grotere personen in buste voorgesteld zijn Abraham, Koning David en Jojachin.

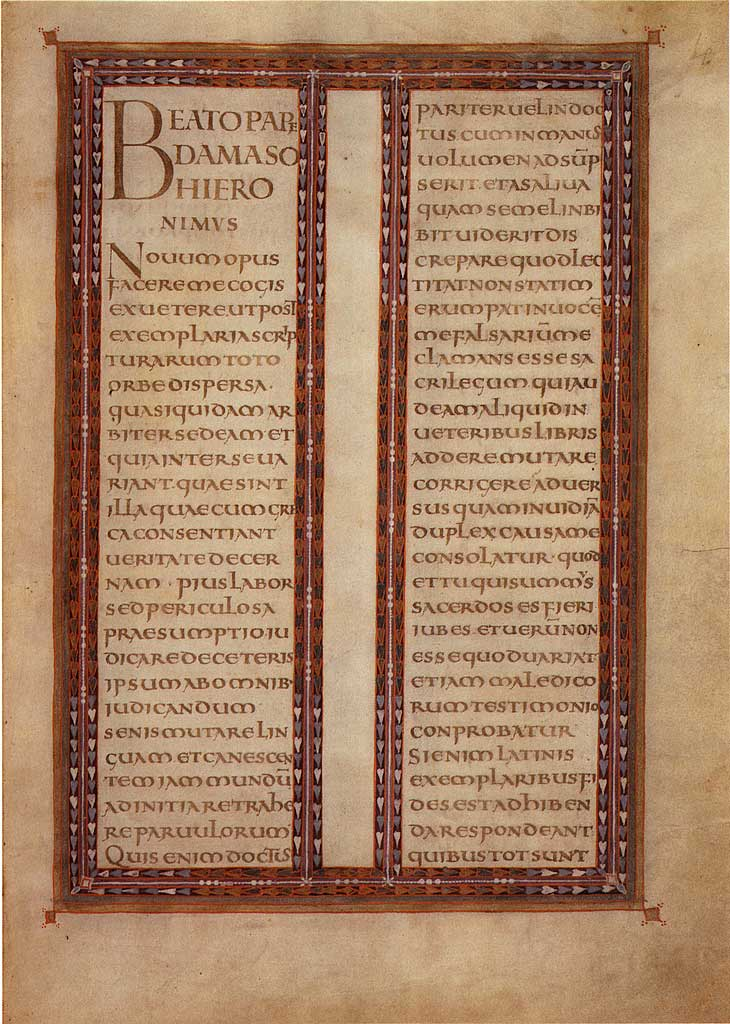
tekstbladzijde
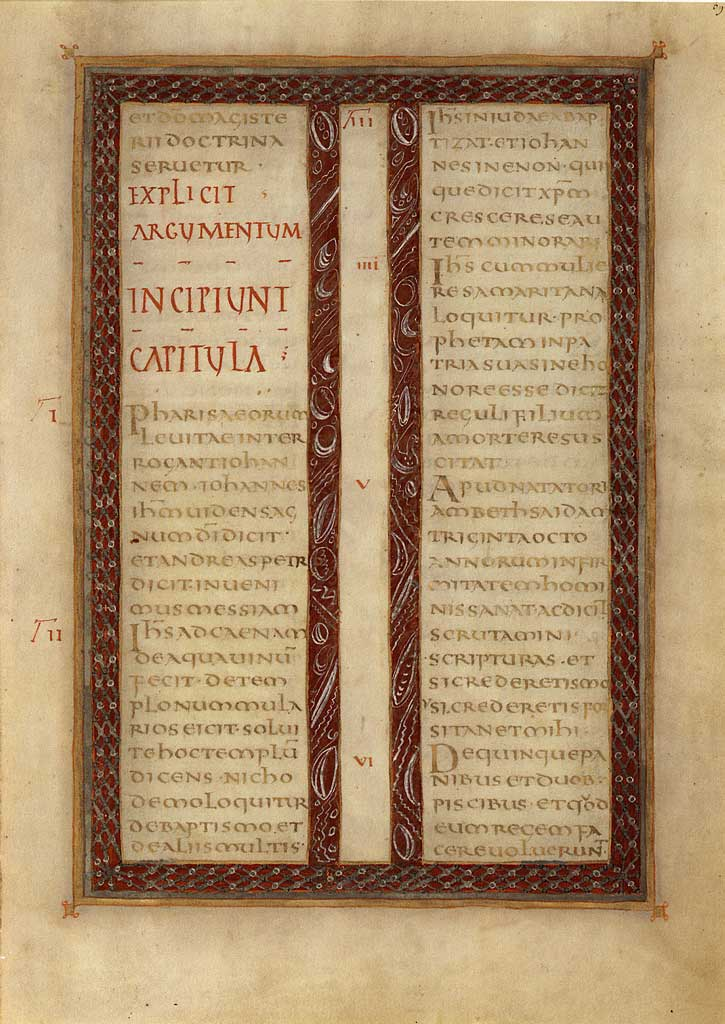
Explicit van het argumentum en Incipit van de capitula
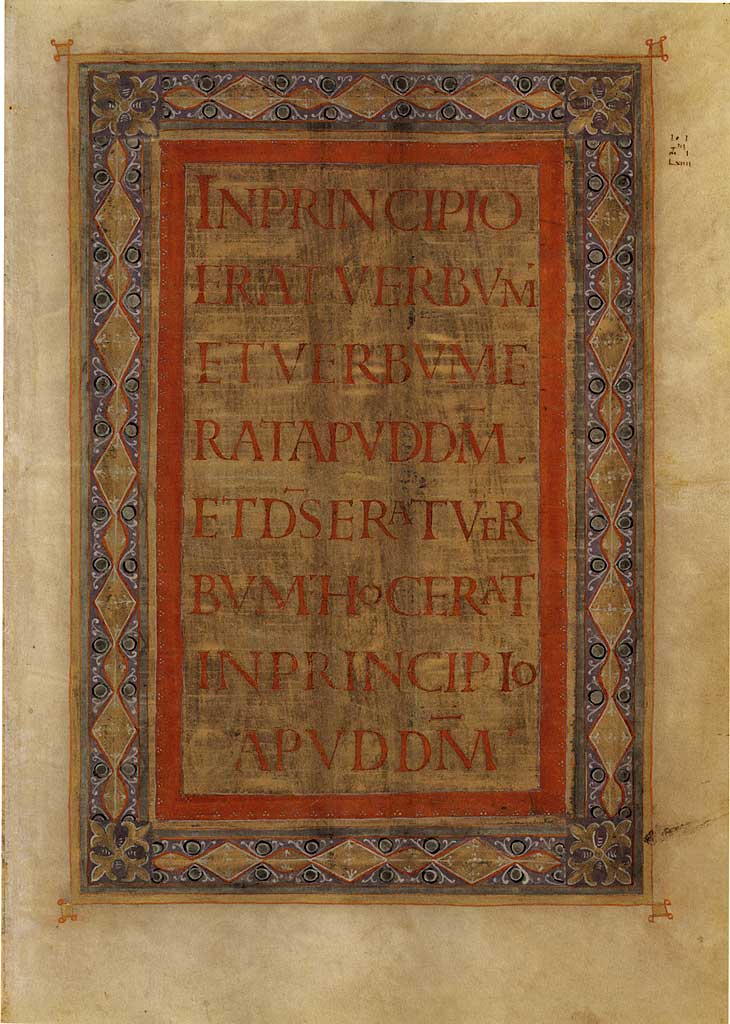
Incipit van het Johannes evangelie
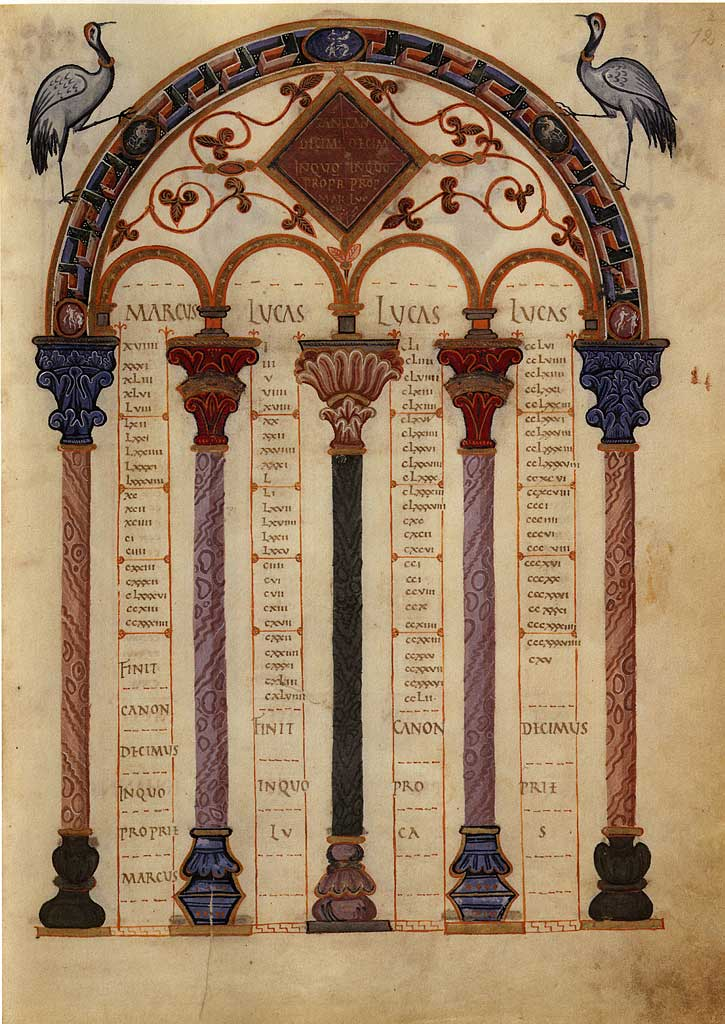
voorbeeld van een canontabel
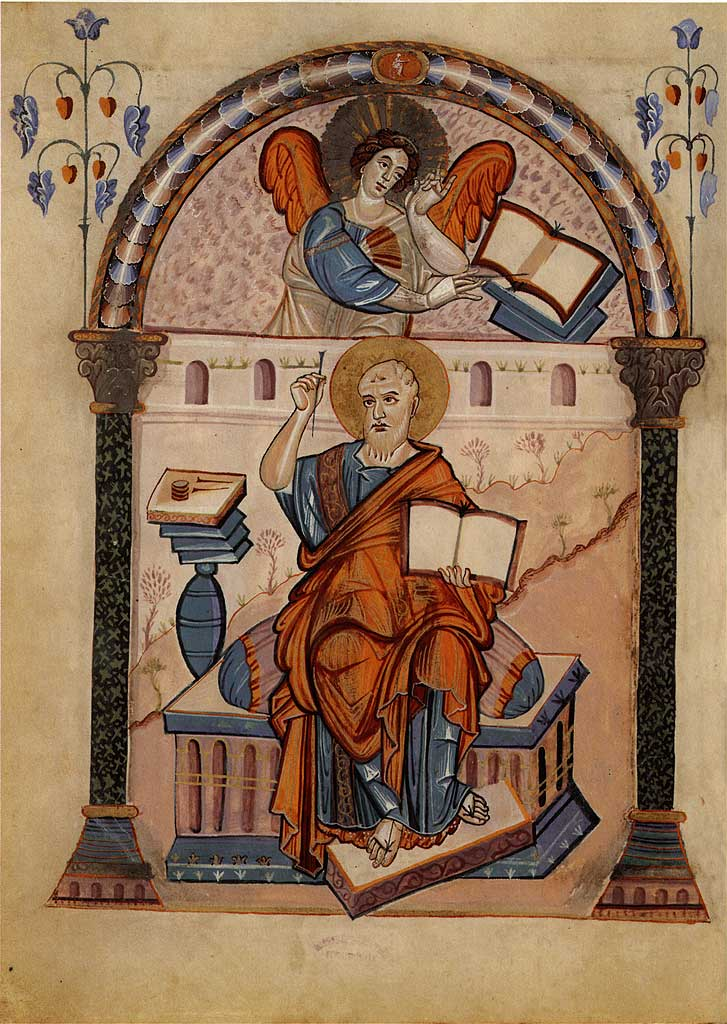
Mattheus
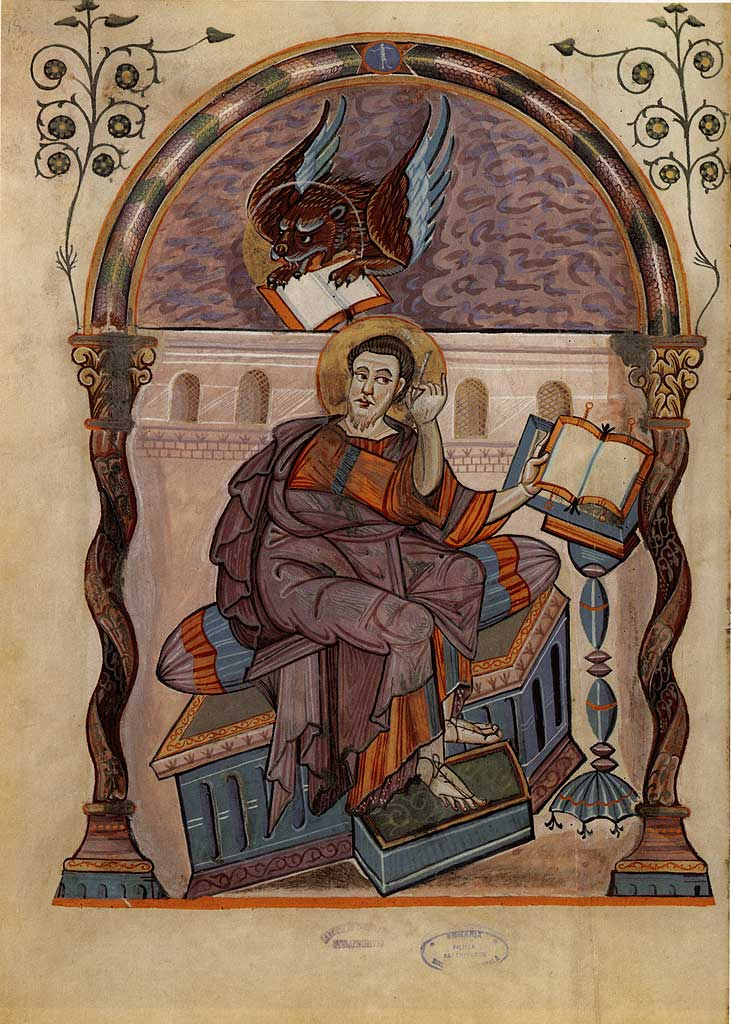
Marcus
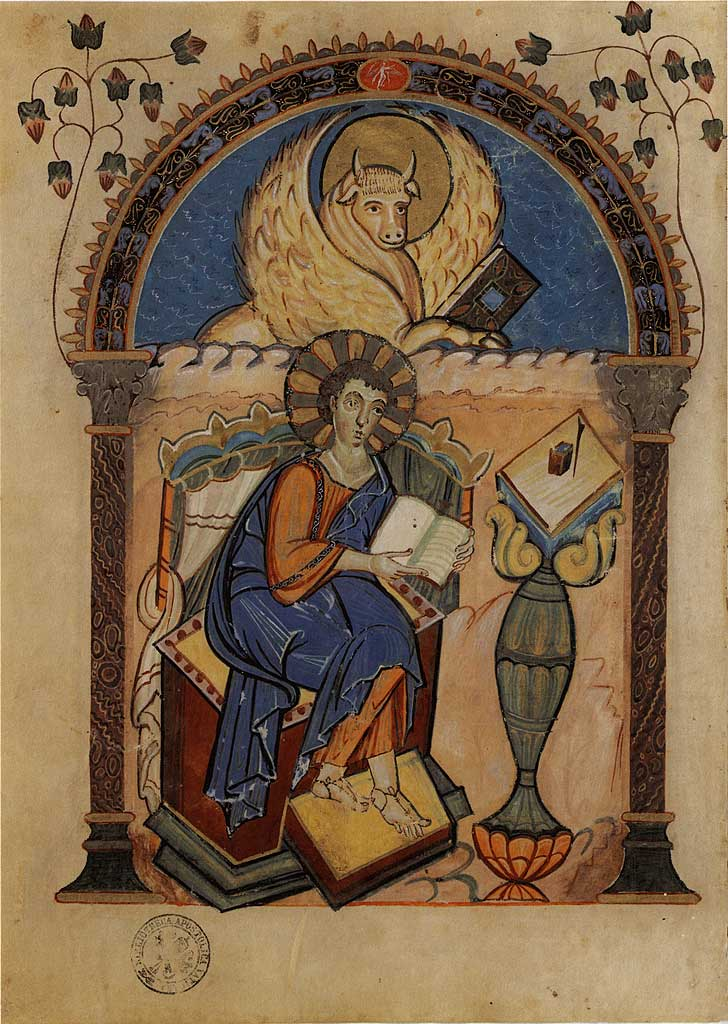
Lucas
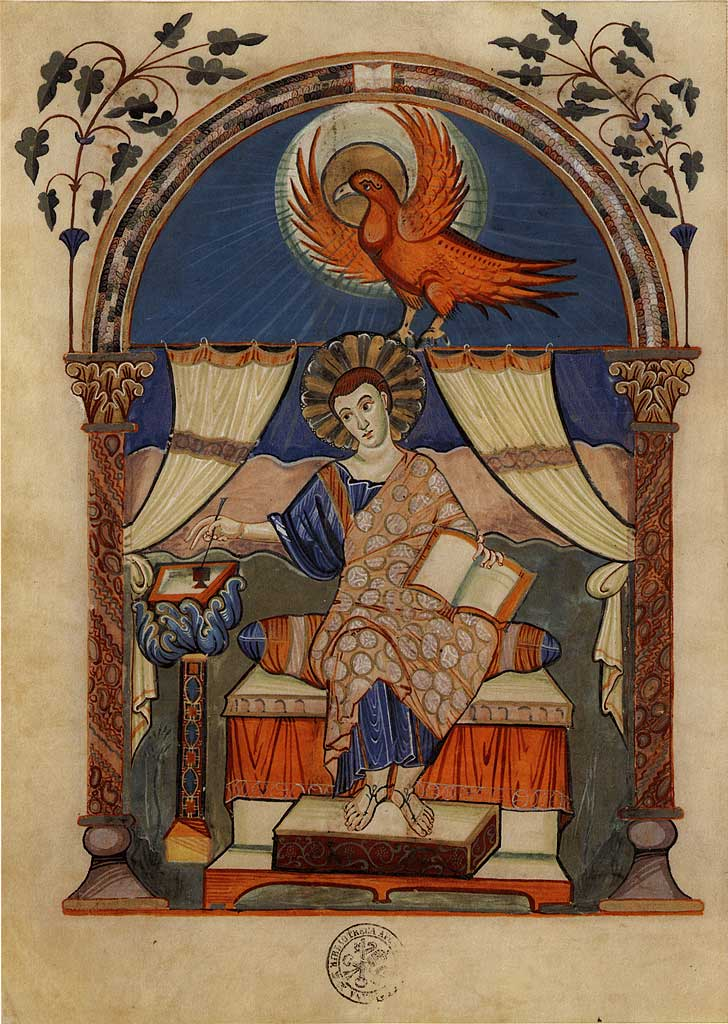
Johannes
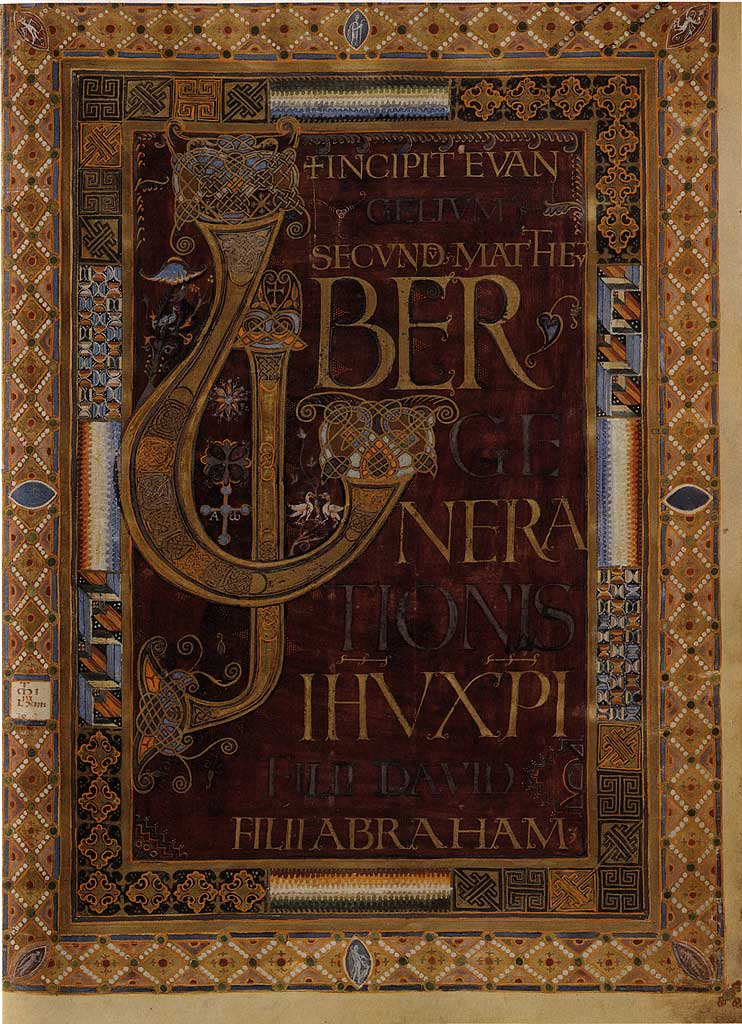
Liber generationis
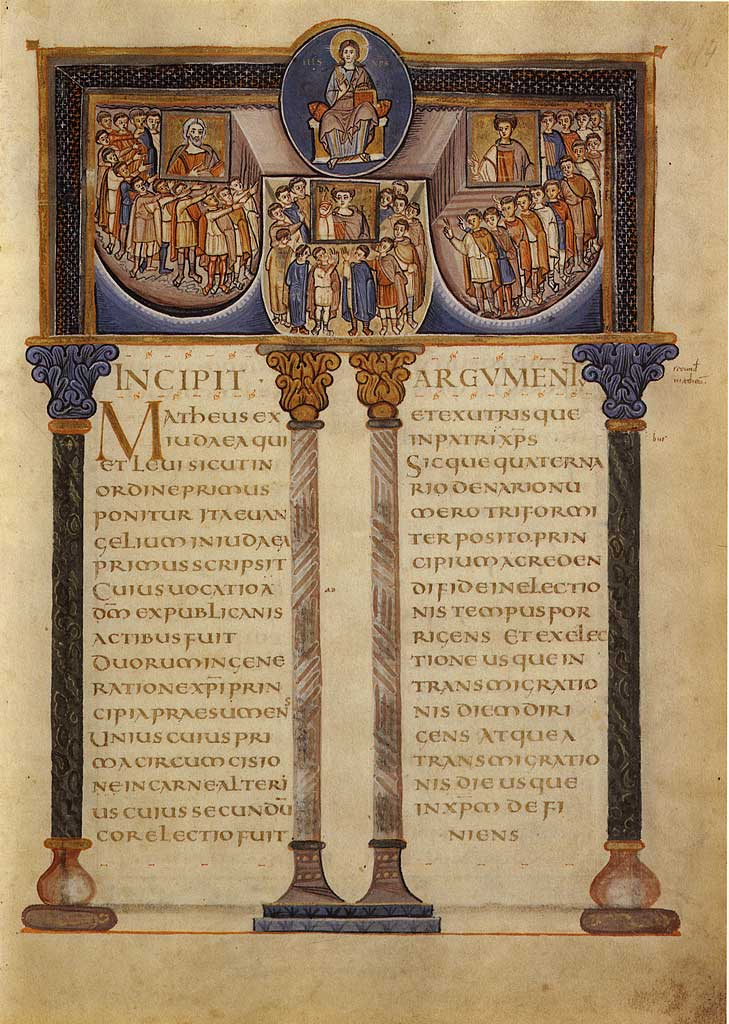
Miniatuur met de voorvaderen van Christus
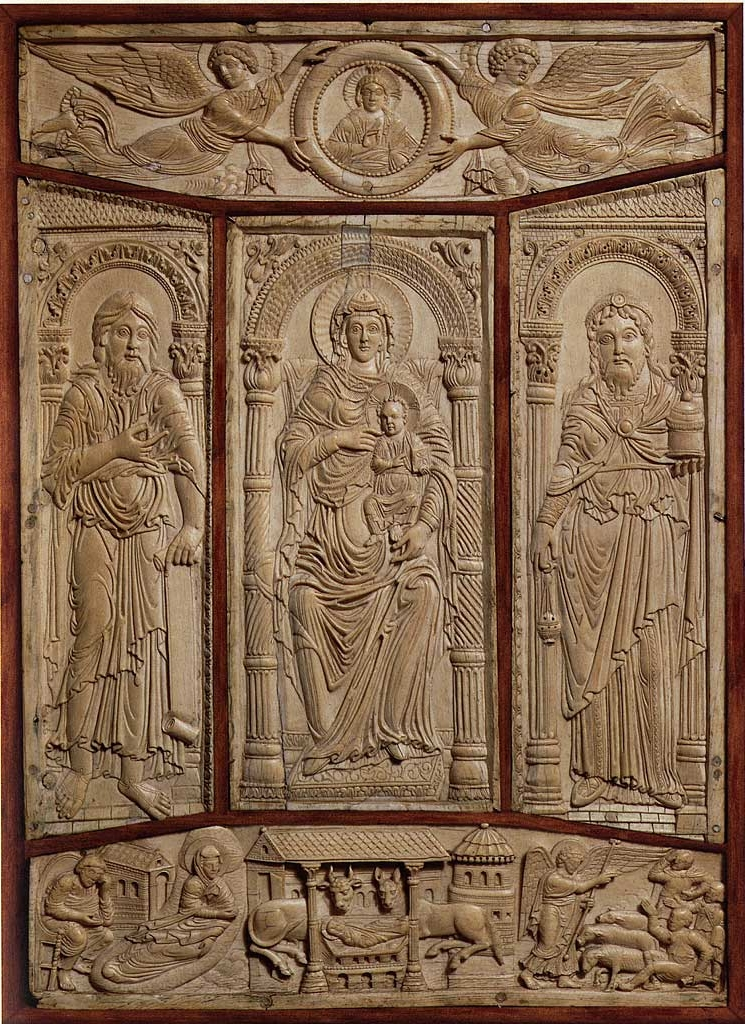
Voorplat ivoorsnijwerk
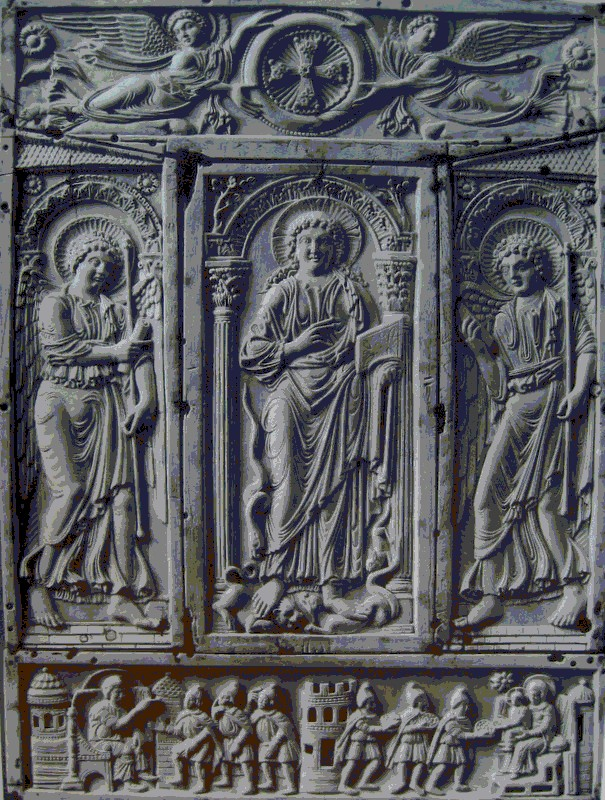
Achterplat ivoorsnijwerk

## Inhoud
Het evangelie volgt zeer strikt de Vulgaat van Hiëronymus. De indeling ziet er als volgt uit:

### Deel-a (Alba Iulia)
- pp.1a-6b: Prologus (Hiëronymus)
- pp.7a-11b: Praefatio in evangelio (Hiëronymus) met de Novum opus[3]
- pp.13-24: Canones evangeliorum (canontabellen)
- pp.26-146: Evangelie volgens Mattheus met argumenta[4] en capitula[5]
- pp.148-222: Evangelie volgens Marcus met argumenta en capitula

### Deel-b (Rome)
- ff.Iv-66v: Evangelie volgens Lucas met argumenta en capitula
- ff.67v-115v: Evangelie volgens Johannes met argumenta en capitula
- ff116ar-124bv: Capitulare evangeliorum

## Geschiedenis
Het Evangeliarium van Lorsch werd omstreeks 810 vervaardigd aan de hofschool van Karel de Grote in Aken. Kunsthistorici denken dat er meerdere artiesten aan het boek hebben meegewerkt. Vermoedelijk kwam het handschrift onder de abt Adalung (804-837) via het hof van Karel de Grote zelf of via Lodewijk de Vrome terecht in de abdij van Lorsch, een benedictijnenabdij. Het boek werd alleszins een eerste keer vermeld in een cataloog van de kloosterbibliotheek die in 830 werd opgesteld. Het handschrift werd beschreven als “Evangelium scriptum cum auro pictum habens tabulas eburneas”, vanwege het schrift in gouden letters wordt het handschrift een Codex Aureus genoemd.
Tot de twaalfde eeuw bleef de abdij van Lorsch een belangrijk politiek en cultureel centrum maar dan begon met eigendomsbetwistingen stilaan de neergang. Conrad de laatste benedictijner abt werd afgezet door paus Gregorius IX in 1229 en door de bemoeiingen van Keizer Frederik II kwam de abdij onder het bestuur van aartsbisschop Siegfried II van Mainz. In 1248 werden de premonstratenzers door paus Celestinus IV in de abdij geïnstalleerd. In 1461 kregen de keurvorsten van de Palts de controle over de abdij en zijn bibliotheek. Otto Hendrik van de Palts bracht de bibliotheek over naar zijn residentie in Heidelberg, net voor de opheffing van het klooster in 1563, waar ze de basis vormde van de bekende Palatina bibliotheek. De bibliotheek van Lorsch bleef in Heidelberg tot bij het begin van de Dertigjarige Oorlog. De stad viel in 1622 voor het leger van generaal Tilly en werd geplunderd. De Palatina werd samen met de universiteitsbibliotheek van Heidelberg door Maximiliaan van Beieren aan Paus Gregorius XV geschonken. Dit onderdeel van de Vaticaanse Bibliotheek wordt nog steeds de Biblioteca Palatina genoemd.
Op een bepaald tijdstip in zijn geschiedenis werd het Evangeliarium van Lorsch in twee delen gesplitst. Een nota op de laatste pagina meldt dat het handschrift in 1479 in opdracht van Eberhard von Wassen opnieuw ingebonden was geweest en het is mogelijk dat het toen werd onderverdeeld in de boeken die we vandaag kennen. Het ivoren achterplat met de getroonde Christus werd als nieuw voorplat voor het tweede deel gebruikt.
Na het overbrengen van de Palatina naar Rome wordt de geschiedenis van het handschrift minder duidelijk, het is bijvoorbeeld niet zeker of er één of twee delen van het handschrift in Rome terechtkwamen. In Rome werd het evangeliarium opnieuw ingebonden in een bruin lederen binding en werd het ivoren voorplat overgebracht naar de Vaticaanse Musea. Het handschrift wordt nog steeds bewaard in de Vaticaanse bibliotheek.
De geschiedenis van het eerste deel is niet zeker. Het duikt in de helft van de achttiende eeuw op in het bezit van Kardinaal Christoph Anton von Migazzi in Wenen. In 1875 werd het manuscript dan verkocht aan graaf Ignatz Batthyány, de bisschop van Transsylvanië en ex-bibliothecaris van het College van Sint Apollinario in Rome. Batthyány plaatste het werk in zijn bibliotheek in Karlsberg in het toenmalige Hongarije waar het ongeschonden het geweld van de volgende twee eeuwen overleefde. Vandaag bevindt het werk zich nog steeds in de Biblioteca Documentara Batthyáneum in Karlsberg dat nu Alba Iulia heet en in Roemenië 
ligt.
Het ivoren voorplat werd in 1785 van het boek verwijderd en in 1853 aangekocht door het Victoria and Albert Museum (Inv.-Nr. 138-1866).